# Tânger-Tetuão-Alucemas
A região de Tânger-Tetuão-Alucemas esta localizada na ponta noroeste de Marrocos. Tem uma área de 16.010 km² e 3.557.000 habitantes (em 2014). Em termos nacionais a sua população corresponde a 10,6% do total nacional. A sua capital administrativa é a cidade de Tânger.

## Limites
Os limites da região são:
- Norte limita com a Espanha[3].
- Leste pelo Mar Mediterrâneo[3] e pela região Oriental.[carece de fontes?]
- Oeste pelo Oceano Atlântico.
- Sul com as regiões de Rabat-Salé-Kenitra e Fez-Meknes.[carece de fontes?]

## Geografia
A região de Tanger-Tétouan-Alucemas está localizada na cordilheira do Rif.

## Clima
O clima da região é mediterrâneo na costa e na área circundante, bastante continental e com neve abundante nas áreas do interior da região. Graças à sua altitude e sua fachada marítima tripla, a região possui a com maior incidência de chuvas de Marrocos.

## História
A região de Tânger-Tetuão-Alucemas foi criada em setembro de 2015 juntando a província de Alucemas à antiga região de Tânger-Tetuão.

## Organização política
O Conselho Regional é composto por 63 membros eleitos diretamente.[carece de fontes?]

## Organização administrativa
A região está dividida em 2 prefeituras, 6 províncias, 22 Círculos e 146 comunas.

### Prefeituras/Províncias
A primeira divisão administrativa da região é feita entre províncias e prefeituras (estas últimas são o equivalente urbano das primeiras).
| Prefeituras /Províncias | Tipo       | Área (em km²) | Habitantes (em 2018)(a) | Habitantes (em 2014) | Habitantes (em 2004) |
| ----------------------- | ---------- | ------------- | ----------------------- | -------------------- | -------------------- |
| Tânger-Assilah          | Prefeitura | 952           | 1.162.834               | 1.065.601            | 786.961              |
| Tetuão                  | Província  | 2.541         | 569.104                 | 550.374              | 478.214              |
| Larache                 | Província  | 2.683         | 505.303                 | 496.687              | 472.386              |
| Xexuão                  | Província  | 3.339         | 472.258                 | 457.432              | 422.891              |
| Alucemas                | Província  | 3.550         | 398.192                 | 399.654              | 395.644              |
| Ouezzane                | Província  | 1.999         | 298.828                 | 300.637              | 304.528              |
| M'Diq-Fnideq            | Prefeitura | 213           | 237.979                 | 209.897              | 140.776              |
| Fahs-Anjra              | Província  | 733           | 80.694                  | 76.447               | 67.433               |
| Total                   | Região     | 16.010        | 3.725.192               | 3.556.729            | 3.068.833            |

(a) projeções

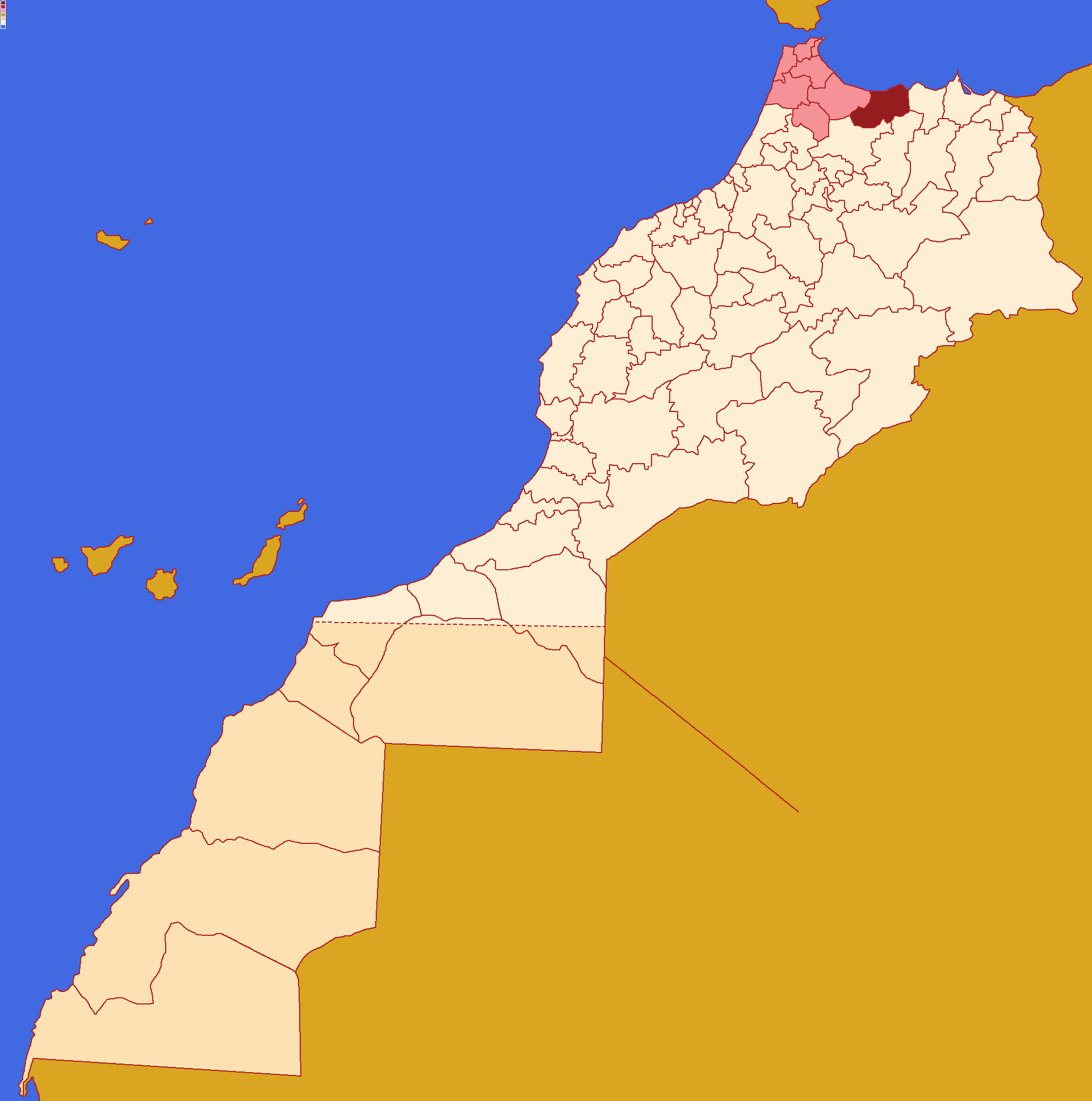
Província de Alucemas
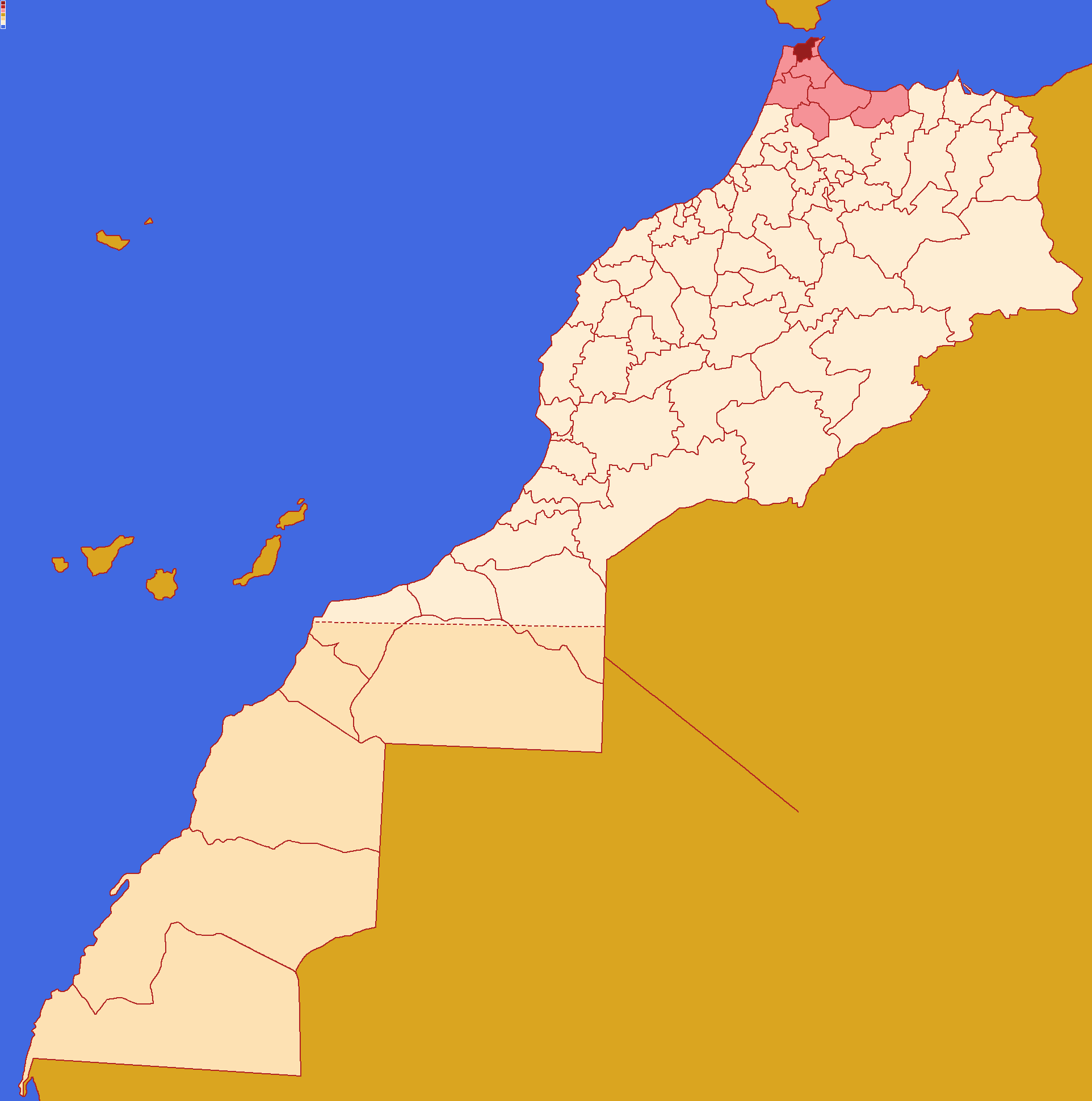
Província de Fahs-Anjra
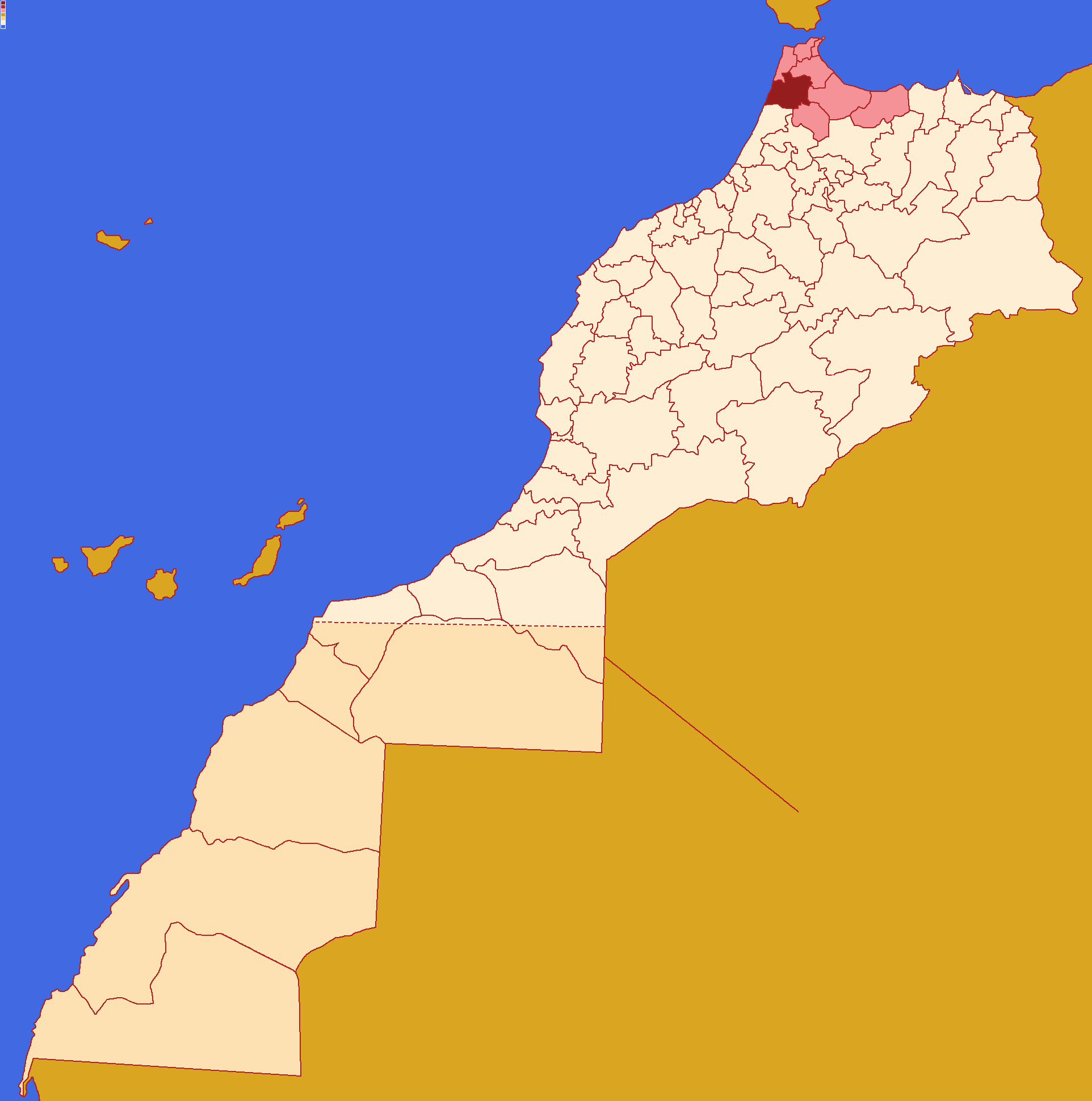
Província de Larache
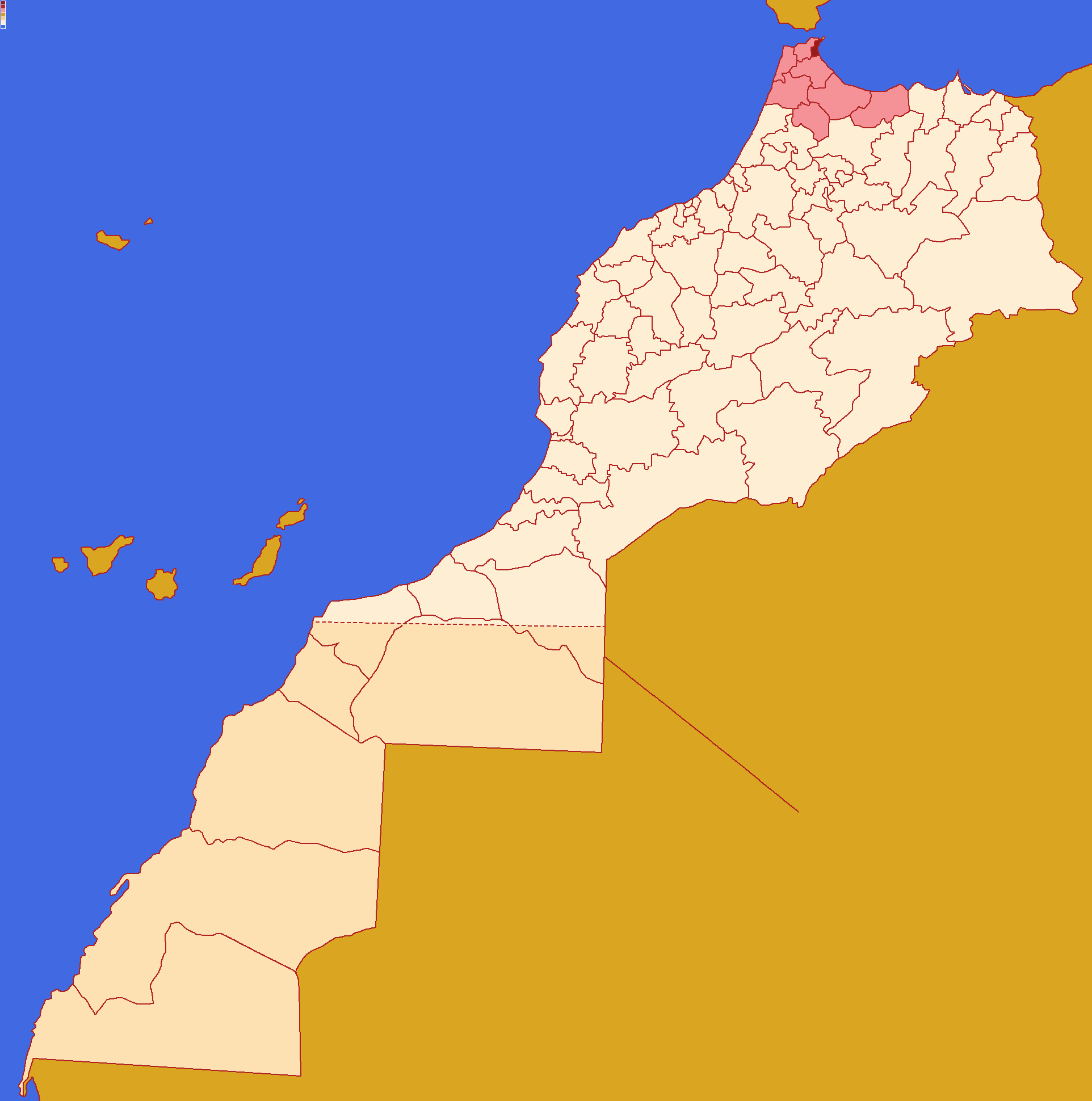
Prefeitura de M'Diq-Fnideq
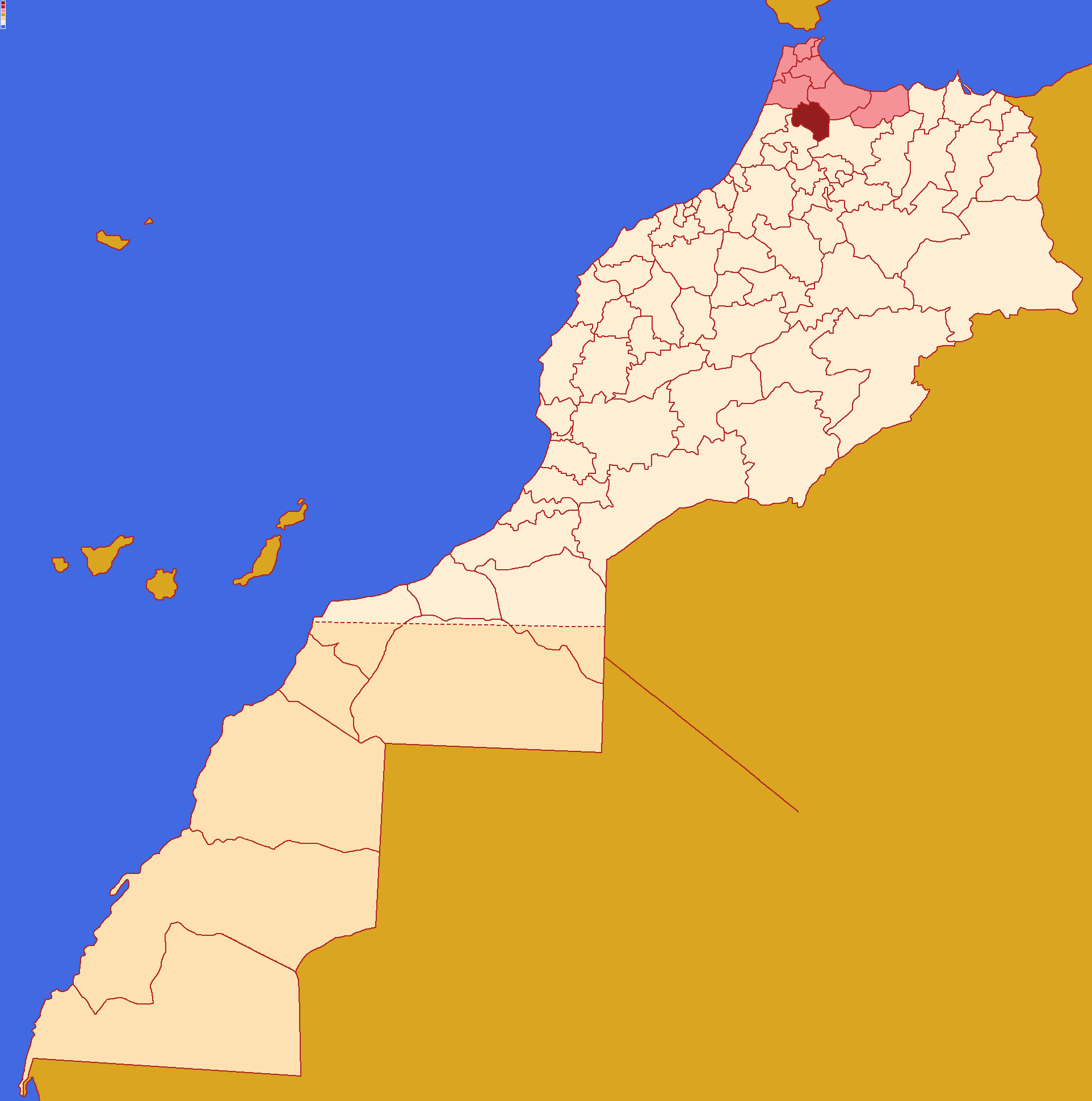
Província de Ouezzane
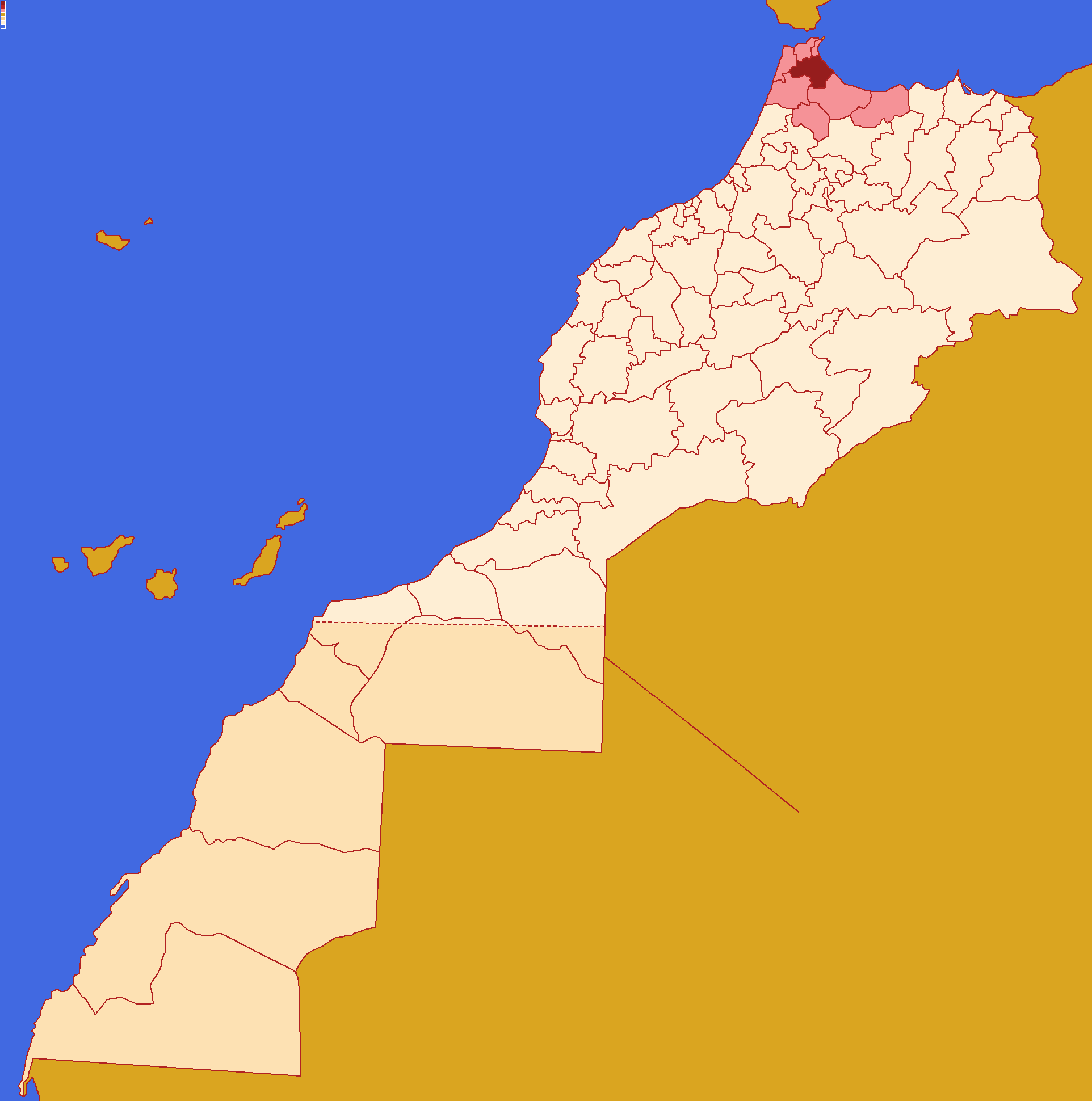
Província de Tetuão
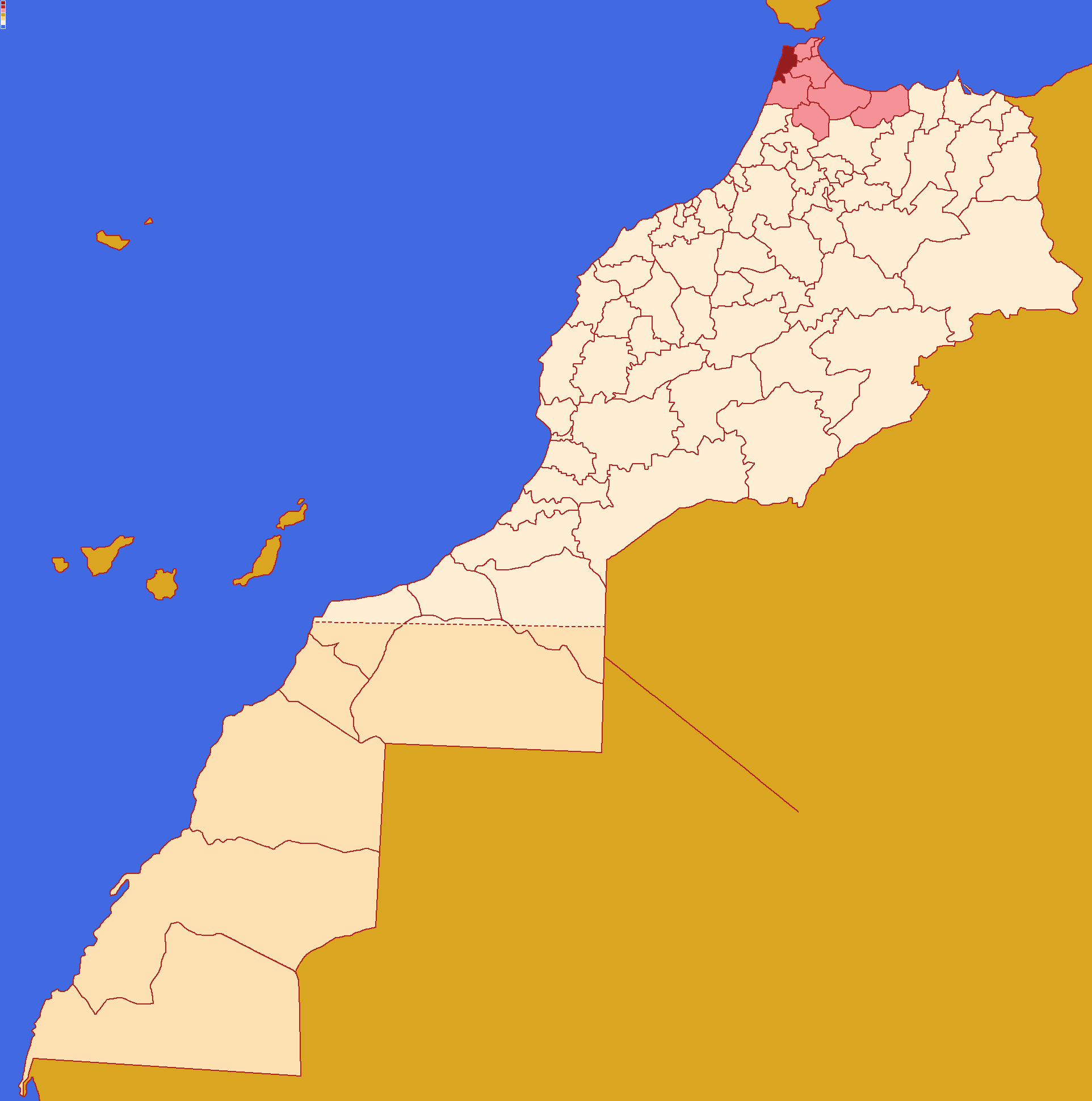
Prefeitura de Tânger-Assilah
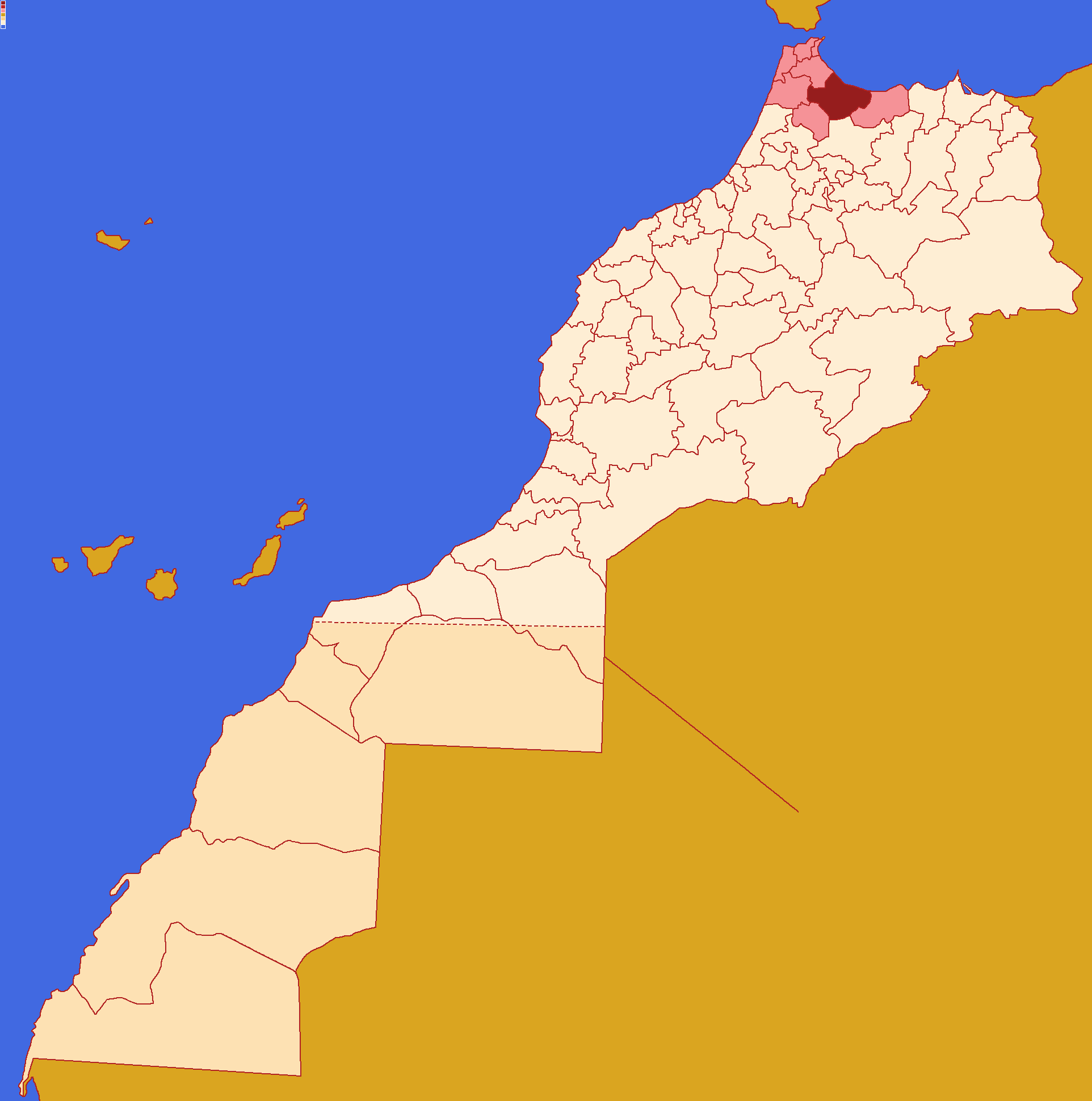
Proíncia de Xexuão

## Demografia

### Crescimento populacional
O crescimento populacional na região foi a seguinte:
| 2004      | 2018 (a)  | 2014      |
| --------- | --------- | --------- |
| 3.068.333 | 3.725.191 | 3.556.729 |

(a) projeções

### População Urbana/Rural
A distribuição populacional em termos urbanos e rurais é a seguinte:
|                  | 2018(a)   | 2014      | 2004      |
| ---------------- | --------- | --------- | --------- |
| População urbana | 2.287.315 | 2.131.725 | 1.673.552 |
| População rural  | 1.437.877 | 1.425.004 | 1.395.281 |
| Total            | 3.725.192 | 3.556.729 | 3.068.833 |
| Taxa urbanização | 61,4%     | 59,9%     | 54,5%     |

(a) projeções

### Estrutura etária
A composição etária da região é a seguinte:
| Grupo etária | 2014  | 2004  |
| ------------ | ----- | ----- |
| 00 – 14 anos | 28,2% | 33,2% |
| 15 – 59 anos | 63,4% | 59,1% |
| + 60 anos    | 8,4%  | 7,8%  |

## Educação

### Niveis de escolaridade
Os niveis de escolaridade em 2014 era a seguinte:
| Nenhuma | Pré-escolar | Primário | Colégio secundário | Qualificação secundária | Superior |
| ------- | ----------- | -------- | ------------------ | ----------------------- | -------- |
| 31,3%   | 6,7%        | 28,5%    | 17,3%              | 10,1%                   | 6,2%     |

### Analfabetismo
Em 2014 a taxa de analfabetismo para pessoas com mais de 10 anos era de 31,0%, ou seja 889.264 pessoas.Por sexo a taxa era de 41,8% nas mulheres e nos homens era de 20,5%. No meio rural a taxa era de 44,7% e no meio urbano de 22,1%.
Relativamente a escolarização das crianças dos 7 aos 12 anos era de 94,6% (em 2014).

## Economia
As principais actividades económicas da região de Tânger-Tetuão-Alucemas são a agricultura, a pecuária, a silvicultura, a pesca e o turismo. Na agricultura, as principais culturas incluem cereais, leguminosas, azeitonas e cana de açúcar.

### Emprego
A população activa é de 46,7%, sendo o desemprego de 8,2% (em 2017).

#### Por setores
Em termos de emprego, o setor primário ocupava 39% da população, o secundário 13%, o terciário 36% e o Estado 11% da população activa.

### PIB regional
O PIB regional é o seguinte:
| PIB total                                 | 2016      |
| ----------------------------------------- | --------- |
| PIB da região em milhões de dirrãs (Dh)   | 103.425   |
| PIB Nacional em milhões de dirrãs (Dh)    | 1.013.559 |
| % da riqueza nacional produzida na região | 10,2%     |

O PIB per capita é o seguinte:
| PIB per capita                          | 2016   |
| --------------------------------------- | ------ |
| PIB per capita da região em dirrãs (Dh) | 28.447 |
| PIB per capita nacional em dirrãs (Dh)  | 29.390 |
| % da média nacional do PIB per capita   | 96,8%  |

#### Por setores
O setor primário é responsável por 10,5% do PIB Regional, o secundário 32,2%, o terciário 44,9% e o Estado 12,5%.